# 埃利思翎電鰻
埃利思翎電鰻，為輻鰭魚綱電鰻目線翎電鰻科的其中一種，為亞熱帶淡水魚，分布於南美洲巴拉那河及巴拉圭河流域，體長可達32.8公分，棲息在底中層水域，生活習性不明。

## 扩展阅读
維基物種上的相關：埃利思翎電鰻